# Pirazolam
Pirazolam (SH-I-04) é um derivado benzodiazepínico originalmente desenvolvido por uma equipe liderada por Leo Sternbach na Hoffman-La Roche na década de 1970, e subsequentemente "redescoberto" e vendido como droga artificial a partir de 2012.
O pirazolam tem semelhanças estruturais com o alprazolam e o bromazepam. Ao contrário de outros benzodiazepínicos, o pirazolam não parece sofrer metabolismo, sendo excretado inalterado na urina. É mais seletivo para os subtipos α2 e α3 do receptor GABAA.